# 아폴리마 해협

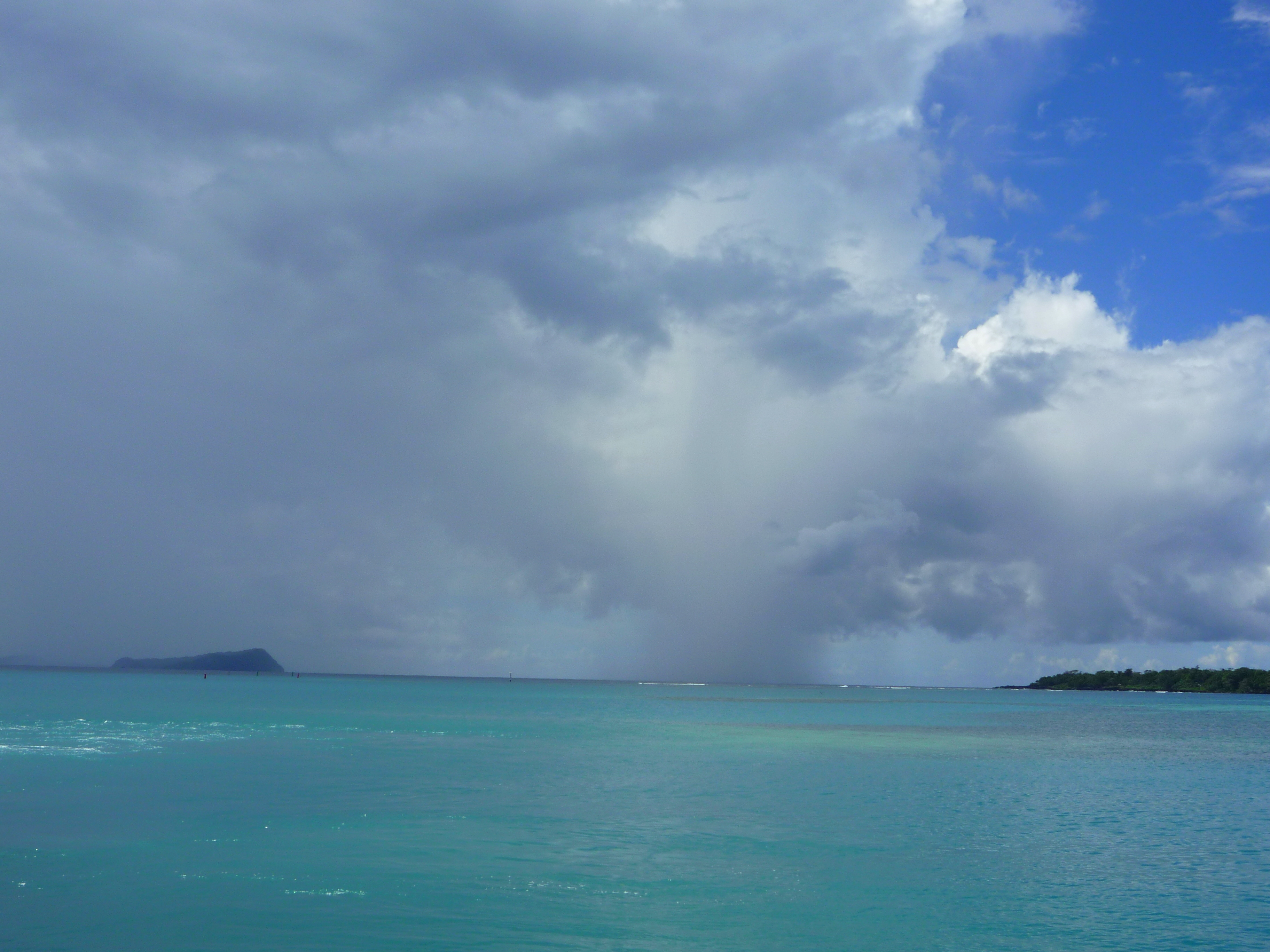
아폴리마 해협

아폴리마 해협(Apolima Strait)은 사모아에 위치한 해협으로 길이는 약 13km이다. 북서쪽으로는 사바이섬, 남동쪽으로는 우폴루섬과 접한다. 마노노섬, 아폴리마섬, 눌로파섬이 이 해협에 위치한다.

## 같이 보기
- 사모아 제도